# Asakura Yoshikage

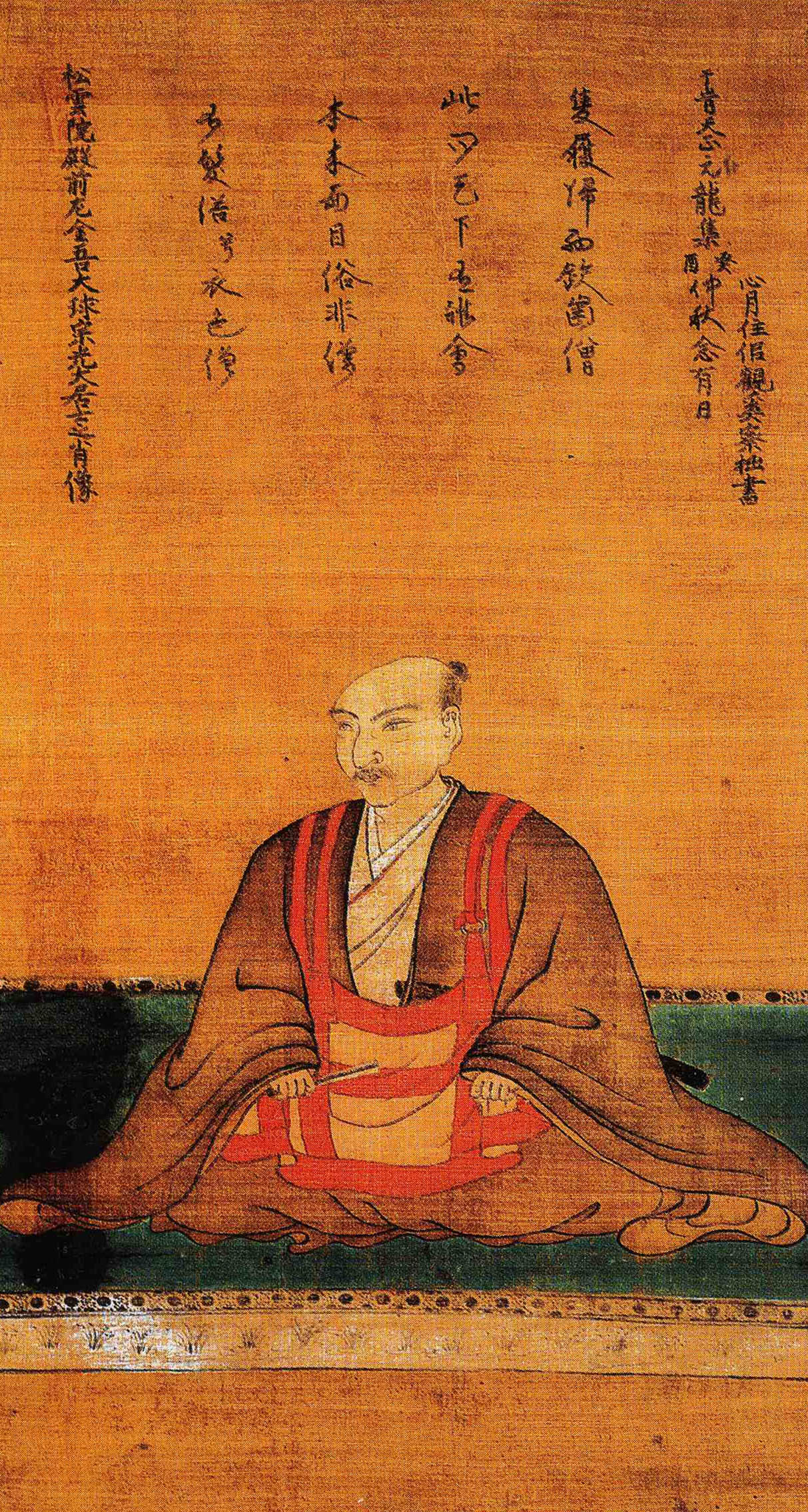
Asakura Yoshikage

Asakura Yoshikage (朝倉 義景 Yoshikage Asakura?,  12 de octubre de 1533 – 16 de septiembre de 1573) fue un daimio japonés del periodo Sengoku (1467–1573) quién gobernó una parte de la Provincia de Echizen en la actual Prefectura de Fukui. Los conflictos de Yoshikage con Oda Nobunaga (1534–1582) resultó en su muerte y la destrucción del clan Asakura y del castillo Ichijōdani.

## Carrera inicial
Nació en el castillo del clan Asakura en la provincia de Echizen, castillo Ichijōdani, en el actual distrito de Kidanouchi distrito de Fukui, Fukui. Su padre fue Asakura Takakage (1493– 1548) y su madre pudo ser la hija de Takeda Motomitsu. Los Asakura habían desplazado el Shiba clan como los comandantes militares shugo de parte de Echizen en 1471. Sucedió a su padre como jefe del clan Asakura y señor del castillo Ichijōdani en 1548. Demostró ser experto en la administración política y diplomática, demostró capacidades de negociación por el clan Asakura con el Ikkō-ikki en Echizen. A raíz de las negociaciones y la gobernanza efectiva por Yoshikage, Echizen disfrutó un periodo de estabilidad interna relativa en comparación con el resto de Japón en el periodo Sengoku. En consecuencia, Echizen se convirtió en un sitio para los refugiados que huían de la violencia en la región de Kansai. Ichijōdani se convirtió en un centro cultural inspirado en la capital en Kyōto.

## Conflictos con Oda Nobunaga
Después de tomar Kyoto, Ashikaga Yoshiaki nombró a Yoshikage regente y le solicitó ayuda en expulsar a Nobunaga fuera de la capital. Como resultado, Oda Nobunaga lanzó una invasión hacia Echizen. Debido a su carencia de habilidad militar, Oda y su ejército obtuvieron la victoria en el Asedio de Kanegasaki (en la ciudad actual de Tsuruga), dejando abierto el tema de dominar a los Asakura.
Yoshikage se benefició de los conflictos militares entre Azai Nagamasa (1545– 1573), hermano en ley de Oda Nobunaga. Azai Había lanzado una estrategia de ataques contra Nobunaga en Kanegasaki, pero la coalición del ejército de Asakura y Azai fallaron en la tarea de capturar Nobunaga. En la Batalla de Anegawa en 1570, Yoshikaga y Nagamasa fue derrotado por el ejército superior en número del clan Tokugawa al mando de Tokugawa Ieyasu (1543–1616).

## Muerte
Yoshikage huyó a Hiezan[] después de la Batalla de Anegawa y negoció una reconciliación con Nobunaga y fue capaz de evitar conflicto por tres años. Yoshikage fue finalmente traicionado por su primo, Asakura Kageakira (1529–1574) en 1573. Fue forzado a suicidarse a través del harakiri en Rokubō Kenshō-ji, un templo que estaba localizado en el actual Ōningún, en la prefectura de Fukui. Tenía 41 años. El clan Asakura fue definitivamente destruido con la muerte de Yoshikage.

## Ruinas Históricas familiares de Ichijōdani Asakura
La anterior residencia de Asakura en la prefectura de Fukui fue excavada en 1967 y reveló las ruinas del castillo, de las residencias y de los jardines de Ichijōdani. El sitio ha sido designado como parte de los "Sitios Especiales de Belleza Escénica, Sitios Históricos Especiales" y una de las Propiedades Culturales Importantes de Japón, al ser designado como las "Ruinas Históricas Familiares de Ichijōdani Asakura". El sitio tiene una extensión de 278 hectáreas (600 acres).